# Allira Hudson-Gofers
Allira Hudson-Gofers (født 17. april 1982) er en australsk håndboldspiller. Hun spiller på Australiens håndboldlandshold, og deltog under VM 2011 i Brasilien. Hudson-Gofers spiller klubhåndbold for holdet til University of Sydney i New South Wales i Australien. Hun spiller i positionen pivot.
Hun blev udtaget til at repræsentere Australien under VM 2011 i Brasilien. Australien på en sidsteplads i turnering. Hudson-Gofers var den spiller på det australske holdt som fik mest spilletid, hvor hun scorede 14 mål.